# Van Wert County
Van Wert County er et county i den amerikanske delstat Ohio. Amtet ligger nordvest i delstaten og grænser op til Paulding County i nord Putnam County i nordøst, Allen County i øst, Auglaize County i sydøst, Mercer County i syd. Amtet grænser også op til delstaten Indiana i vest.
Van Wert Countys totale areal er 1 063 km² hvoraf 1 km² er vand. I 2000 havde amtet 29 659 indbyggere.
Amtets administration ligger i byen Van Wert.
Amtet blev grundlagt i 1820 og har fået sit navn efter Isaac Van Wart som deltog i den amerikanske uafhængighedskrig. 

## Demografi
Ifølge folketællingen fra 2000 boede der 29,659 personer i amtet. Der var 11,587 husstande med 8,354 familier. Befolkningstætheden var 63 personer pr. km². Befolkningens etniske sammensætning var som følger: 97.43% hvide, 0.75% afroamerikanere, 0.11% indianere, 0.19% asiater, , 0.75% af anden oprindelse og 0.77% fra to eller flere grupper.
Der var 11,587 husstande, hvoraf 32.90% havde børn under 18 år boende. 60.20% var ægtepar, som boede sammen, 8.50% havde en enlig kvindelig forsøger som beboer, og 27.90% var ikke-familier. 24.70% af alle husstande bestod af enlige, og i 11.40% af tilfældene boede der en person som var 65 år eller ældre.
Gennemsnitsindkomsten for en husstand var $ 39.497 årligt, mens gennemsnitsindkomsten for en familie var på $ 46.503 årligt.